# Kurding Club
Kurding Club, también conocido como El Escritorio. Sociedad bilbaína creada hacia 1894 y que fue la sucesora del anterior club juvenil Txoritoki. Llegó a tener 43 socios y su vida se prolongó durante cerca de 14 años. Tuvo su primera sede en Bilbao, en la calle Santa María, para trasladarse luego a un entresuelo del número 6 del paseo del Arenal. 
La sociedad tuvo desde el principio un marcado tinte liberal, lo que contribuyó a que se ganara la animadversión de cierto sector influyente de la población bilbaína. Fueron célebres sus concursos de carteles, las exposiciones de pintura, las veladas musicales en El cuartito, las cenas romanas y las "cenas habladas".

## Denominación
El nombre de la sociedad es un anglosajonismo burdo de la palabra kurda, que significa borrachera, lo que explica muy bien la afición de los socios al alcohol. Un cura llegó a decir en esos años, desde el púlpito, que el Kurding club era la 'antesala del Infierno'.

## Socios
Los miembros de esta sociedad eran señoritos de aquel Bilbao finisecular, hijos la mayoría de ellos de empresarios y hombres de negocios. La lista de socios es la que sigue: Eduardo Aburto, Eduardo Aguirre, José Allende, Plácido Allende Plágaro, Juanito Amann, Tomás Amann, Juan Anduiza, Enrique Areilza, Javier Arisqueta, Joaquín Arisqueta, Luis Astigarraga, Alberto Aznar, Eduardo Aznar, Luis Aznar, Julián Basabe, Juan Basterra, Enrique Borda, Javier Calle, Alfonso Canella, Félix Gaminde, Ricardo Gaminde, Alfredo Gorbeña, Ramón Gorbeña, Juan Carlos Gortazar, Francisco Igartua, Leopoldo Igartua, Manuel Losada, Diego Mazas, Fermín Moscoso, Manuel Murga, José Orueta, Joaquín Palacios, Francisco Puente, Ramón Real de Asúa, Luis Reyes, Emilio Saracho, Nicolás Tous, Pedro Tutor, José Urigüen, Tomás Urquijo, Emilio Vallejo, Fernando Zabalburu, Tomás Zubiría. A estos había que añadir ocho honorarios: Antonio Cabrero, Luis Gortazar, Anselmo Guinea, Francisco Iturrino, Darío de Regoyos, José Sainz-Basabe, Luis Zabala e Ignacio Zabala.
Frecuentaron el club las siguientes personalidades: Unamuno, Zuloaga y Adolfo Guiard.

## La decoración

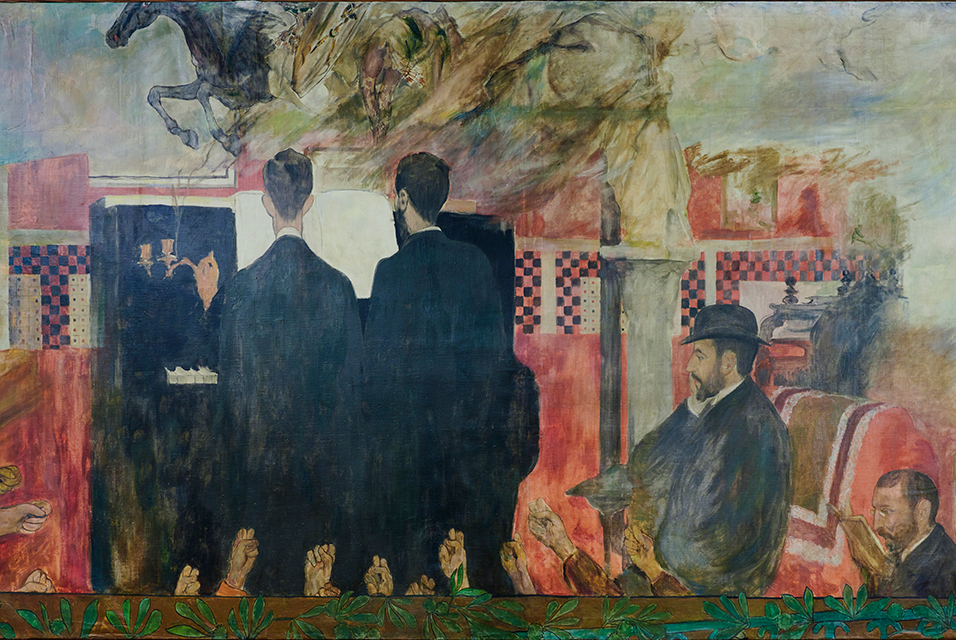
Las walkirias (circa 1894), de Manuel Losada. Actualmente en la Sociedad Filarmónica de Bilbao

Varios miembros del club realizaron varios paneles para decorar el local de la sociedad, de los que se conservan cuatro, pintados por Ignacio Zuloaga, Manuel Losada y Anselmo Guinea, miembros del club. En la actualidad esos cuatro paneles se pueden contemplar en la Sociedad Filarmónica de Bilbao. 
Zuloaga pintó El amanecer. Contiene esta obra la imagen de varios de los miembros del club deambulando por el paseo del Arenal, en las primeras luces de la mañana. Los cinco socios que aparecen en la escena son José Orueta, Juan Basterra, Francisco Igartua, Juan Carlos Gortázar y Ricardo Gaminde.
Losada realizó dos obras, Las walkirias y Don Terencio y Chango. Las walkirias representa el interior del propio club en el momento en que se celebraba un recital de piano por parte de dos socios. En el fondo de la escena, y proveniente del piano, se eleva una bruma en la que aparecen personajes wagnerianos.
Don Terencio y Chango representa a dos personajes bilbaínos, el primero un gigante de cartón, el Gargantúa Terencio (con una enorme tradición en Bilbao), y el otro un txistulari, y es una buena muestra del saber hacer de Losada para la técnica cartelista.
Guinea colaboró con La fuente de la salud, la más onírica de las obras conservadas.
Iturrino y Regoyos también colaboraron con alguna de sus obras.